# زولتان كاميرر
زولتان كاميرر (Zoltán Kammerer) هو لاعب أولمبي لرياضة كانو-كاياك من المجر. شارك في الأولمبياد الصيفي في 2000–2012، وفاز بما مجموعه 4 ميداليات.

## الميداليات
| ذهب | فضة | برونز | المجموع |
| 3   | 1   | 0     | 4       |

## روابط خارجية
- زولتان كاميرر على موقع الاتحاد الدولي للكانو (الإنجليزية)
- زولتان كاميرر على موقع اللجنة الأولمبية الدولية (الإنجليزية)
- زولتان كاميرر على موقع أوليمبيديا (الإنجليزية)